# مارک کاکی
مارک کاکی (انگلیسی: Mark Caughey؛ زادهٔ ۲۷ اوت ۱۹۶۰) بازیکن فوتبال اهل ایرلند شمالی بود.
از باشگاه‌هایی که در آن بازی کرده‌است می‌توان به باشگاه فوتبال مادرول، باشگاه فوتبال گلنتوران، باشگاه فوتبال لینفیلد، باشگاه فوتبال برنلی، باشگاه فوتبال هیبرنین، و باشگاه فوتبال همیلتون آکادمیکال اشاره کرد.
وی همچنین در تیم ملی فوتبال ایرلند شمالی بازی کرده‌است.